# Фторид хлора(III)
Фтори́д хло́ра(III) (трифтори́д хло́ра, трёхфто́ристый хлор) — ClF3, соединение хлора с фтором, представляющее собой при комнатной температуре бесцветный, чрезвычайно ядовитый тяжёлый газ с сильным раздражающим запахом. Конденсируется при охлаждении до 12 °C (или при увеличении давления) в жидкость бледно-зелёного цвета.

## Химические свойства
Сильный окислитель. Бурно реагирует (иногда со взрывом) с большинством органических и неорганических соединений, в частности с водой. Способен воспламенять стекло, поэтому для работы с ним используют посуду из фторопласта или монель-металла.

## Получение
- Один из продуктов взаимодействия хлора с фтором при нагревании:

{\displaystyle {\mathsf {Cl_{2}+3F_{2}\ \xrightarrow {200-400^{o}C} \ 2ClF_{3}}}}
- Разложение монофторида хлора[3]:

{\displaystyle {\mathsf {3ClF\ \xrightarrow {} \ ClF_{3}+Cl_{2}}}}

## Применение
Применяется как фторирующий агент. Исследовался в качестве химического оружия и окислителя для ракетного топлива.

## Токсичность
Трифторид хлора очень ядовит и агрессивен, сильный окислитель. Обладает удушающим действием.